# Hypopyra bimaculifera
Hypopyra bimaculifera là một loài bướm đêm trong họ Erebidae.